# 델핀 샤네아크
델핀 샤네아크(프랑스어: Delphine Chanéac, 1978년 11월 14일 ~ )은 프랑스의 배우, 모델, 디스크 자키이다.

## 출연 작품
- 스트레인저 인 더 도나 (2015)
- 더 빅 블랙 (2011)
- 스플라이스 (2009)
- 통제할 수 없는 (2006)
- 핑크 팬더 (2006)
- 니스의 브리스 (2005)
- 투 더 익스트림 (2000)